# Frontino
Frontino – miejscowość i gmina we Włoszech, w regionie Marche, w prowincji Pesaro i Urbino.
Według danych na rok 2004 gminę zamieszkiwało 369 osób, 36,9 os./km².

## Bibliografia

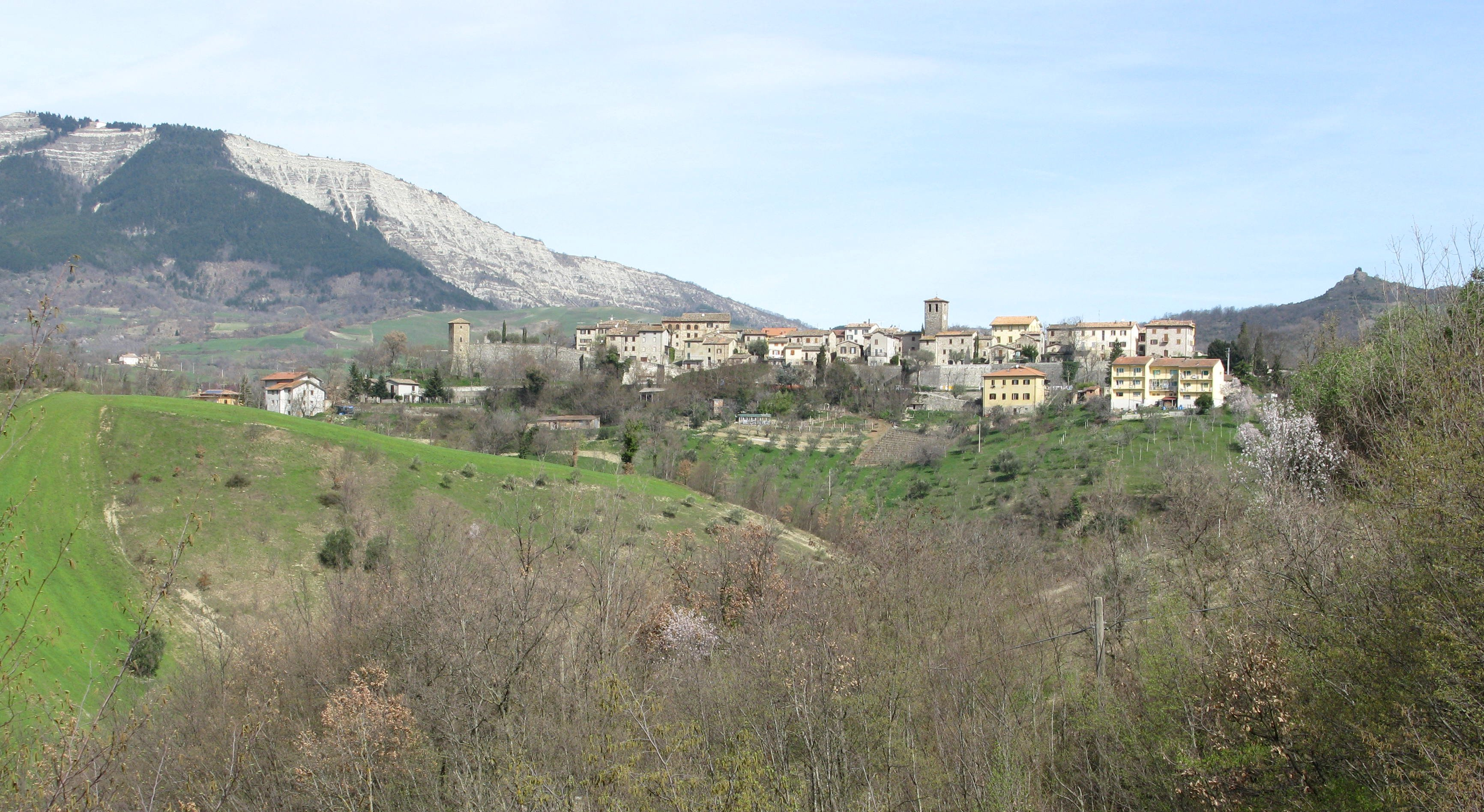
Frontino